# ناگما
ناگما (انگلیسی: Nagma؛ زادهٔ ۲۵ دسامبر ۱۹۷۴) یک هنرپیشه اهل هند است. وی بین سال‌های ۱۹۹۰ تا ۲۰۰۸ میلادی فعالیت می‌کرد.
وی بازیگر فیلم‌هایی همچون قاتل بوده است.

## فیلم‌شناسی
فهرست برخی از فیلم‌هایی که ناگما در آنها به ایفای نقش پرداخته است:
- ۱۹۹۰ باغی
- ۱۹۹۱ داماد خانه بزرگ
- ۱۹۹۲ قاتل
- ۱۹۹۲ شوهر باهوش
- ۱۹۹۲ وفادار به بی‌وفا
- ۱۹۹۲ دلداده هیچ وقت نمی‌بازد
- ۱۹۹۲ پلیس و مجرم
- ۱۹۹۲ یورش
- ۱۹۹۲ بیماری اسب
- ۱۹۹۳ عموی شاه
- ۱۹۹۳ سرگرد چاندراکانت
- ۱۹۹۳ هستی
- ۱۹۹۳ وارث
- ۱۹۹۳ پادشاه کونداپالی
- ۱۹۹۳ پسر زمین
- ۱۹۹۳ داماد شیطان
- ۱۹۹۳ کشیش دوساله
- ۱۹۹۳ مار سبز
- ۱۹۹۴ سه مرد خردمند
- ۱۹۹۴ گنگستر
- ۱۹۹۴ خشم
- ۱۹۹۴ پسر عاشق
- ۱۹۹۴ شوهر
- ۱۹۹۵ باشها
- ۱۹۹۵ سکوت
- ۱۹۹۵ پلیس مخفی
- ۱۹۹۵ آخرین شرور
- ۱۹۹۵ صاحب جنگل
- ۱۹۹۵ شیر هندی
- ۱۹۹۶ مرغان عشق
- ۱۹۹۶ خانه روی تپه
- ‌۱۹۹۷ چه کسی جلوی مرا خواهد گرفت؟
- ۱۹۹۷ برادر بزرگ
- ۱۹۹۷ آراویندا
- ۱۹۹۷ پسران آفتاب
- ۱۹۹۷ جاناکیرا من
- ۱۹۹۷ کلاهبردار
- ۱۹۹۸ ملکه چوپان
- ۱۹۹۸ دوتی را گره بزن
- ۱۹۹۹ لال پادشاه (حضور افتخاری)
- ۱۹۹۹ عمو راوی
- ۲۰۰۰ مرد مجرد
- ۲۰۰۰ برادر من
- ۲۰۰۰ پاپای کبیر
- ۲۰۰۱ یک رابطه: زنجیر عشق (حضور افتخاری)
- ۲۰۰۱ شهروند
- ۲۰۰۱ دینا
- ۲۰۰۱ اینجا خانه شماست، این خانه من است (حضورافتخاری)
- ۲۰۰۲ شطرنج
- ۲۰۰۲ رامو شیطون
- ۲۰۰۲ بدون دیدن تو نمی‌توانم زندگی کنم
- ۲۰۰۳ انسان مهربان
- ۲۰۰۴ تو متعلق به وطنی و وطن متعلق به توست
- ۲۰۰۵ داماد عروس را ملاقات کرد
- ۲۰۰۵ نام خانوادگی
- ۲۰۰۶ یک زندگی، یک جان
- ۲۰۰۶ گنگنا
- ۲۰۰۶ پدر من
- ۲۰۰۶ دل من دیوانه شده است
- ۲۰۰۶ راجا تاکور
- ۲۰۰۷ بازگشت به ماه عسل
- ۲۰۰۷ تو مال منی
- ۲۰۰۸ تیلا شماره ۵۰۱